# پوگانل
شهر پوگانل (به رومانیایی: Pogoanele) در بوزو شهرستان در کشور رومانی واقع شده‌است. جمعیت این شهر ۷٬۶۱۴ نفر  است.